# Прокопенкове
Прокопе́нкове — село в Україні, у Краснокутській селищній громаді Богодухівського району Харківської області. Населення становить 11 осіб. До 2020 орган місцевого самоврядування — Козіївська сільська рада.

## Населення
За даними всеукраїнського перепису населення 2001 року у селі мешкало 11 осіб.
Мова
Розподіл населення за рідною мовою за даними перепису 2001 року був наступним:
| українська | 11 | 100,00 |

## Географія
Село знаходиться на лівому березі річки Весела, нижче за течією на відстані в 1 км розташоване село Вищевеселе (Сумська область). На річці кілька загат. Поруч проходить автомобільна дорога Р46.

## Історія
- 1699 рік — дата заснування.
- 12 червня 2020 року, розпорядженням Кабінету Міністрів України № 725-р «Про визначення адміністративних центрів та затвердження територій територіальних громад Харківської області», увійшло до складу Краснокутської селищної громади.[2]
- 19 липня 2020 року, в результаті адміністративно-територіальної реформи та ліквідації Краснокутського району, село увійшло до складу Богодухівського району[3].